# Kiguchi Kohei
Kiguchi Kohei (japanisch 木口 小平; geboren 10. September 1872 im Dorf Nariwa, Bezirk Kawakami, Präfektur Oda (heute Stadt Takahashi, Präfektur Okayama); gestorben 29. Juli 1894 in China) war ein japanischer Armeesoldat, der 1894 als Trompeter im Japanisch-Chinesischen Krieg fiel.

## Leben und Wirken
Kiguchi Kohei wurde er als einziger Sohn eines Bauern im Dorfe Nariwa geboren. Er besuchte die Grundschule, arbeitete in einem Bergwerk und trat 1892 als Absolvent zweiter Klasse in das 12. Kompanie des 3. Bataillons des 2. Infanterieregiments in Hiroshima ein. Er wurde Trompeter und wurde in den Japanisch-Chinesischen Krieg (1893 bis 1894) entsandt. Am 29. Juli 1894 wurde er in der Schlacht von Seonghwan (成歓の戦闘) getötet. Er wurde nur 22 Jahre alt. Der Satz „Wenn ich auch sterbe, ich nehme die Trompete nicht von den Lippen“ und „Giyu-chugi“ (義勇忠義) wurden in die nationalen Lehrbücher aufgenommen und erlangten Berühmtheit.
Allerdings hieß es zunächst, dass es sich um den Trompeter Shirakami Genjirō (白神 源次郎) handelte, der aus derselben Präfektur stammte und in derselben Schlacht am selben Tag starb. In der streng geheimen Militärgeschichte des Japanisch-Chinesischen Kriegs „Nisshin Senshi“ (日清戦史) gibt es keine Aufzeichnungen über Kiguchi, so dass eine hohe Wahrscheinlichkeit besteht, dass es sich über eine nachträgliche Übertreibung ins Heldenhafte handelt.